# Eurípedes de Aguiar
Eurípides Clementino de Aguiar (Matões, 19 de janeiro de 1880 – Teresina, 3 de março de 1953) foi um  médico, jornalista, poeta e político brasileiro eleito governador do Piauí em 1916.

## Dados biográficos
Filho do desembargador Helvídio Clementino de Aguiar e de Genoveva Nogueira Lobão de Aguiar. Formado pela Universidade Federal da Bahia com doutorado em Paris, foi também poeta e jornalista. Sua carreira política começou como intendente de Floriano e em 1916 foi eleito governador do Piauí e a seguir deputado estadual (1920-1923) e senador (1924-1930) durante a República Velha. Após a redemocratização do país em 1945 ingressou na UDN e foi partícipe da eleição de José da Rocha Furtado para o governo do Piauí em 1947. Candidato a governador em 1950, foi derrotado por Pedro Freitas.
Pai do político Milton Aguiar.

### Família Coelho Rodrigues
Faz parte da tradicional família Coelho Rodrigues de Paulistana, estado do Piauí, com raízes genealógicas na Freguesia de Paço de Sousa, no Distrito do Porto, em Portugal, visto que era pentaneto de Domiciana Vieira de Carvalho e Valério Coelho Rodrigues.

Seu pentavô, Valério Coelho Rodrigues, nasceu em Portugal e morou a maior parte de sua vida na Fazenda do Paulista, atualmente município de Paulistana, Piauí. Ele firmou importantes raízes históricas e sociais na Região do Nordeste e gerou uma vasta família com descendência que se projeta na política nacional do Brasil até os dias de hoje.